# Iglesia de Saanen

Iglesia De Saanen en 1900

La Iglesia de Saanen es el templo de  la Iglesia reformada en el pueblo de Saanen, Cantón de Berna, Suiza.
Dedicada a San Mauricio en la Edad Media, aparece por primera vez mencionada en documentos de 1228. Fue reconstruida en 1444-1447 en estilo gótico tardío. Los frescos del coro datan de 1470 y representan escenas del Antiguo Testamento, la vida de María y la leyenda de San Mauricio y la legión tebana.
Símbolo de la Iglesia es la imponente torre con diseño hexagonal y campanario de madera. La iglesia juega un papel importante en el festival anual  de Menuhin de Gstaad y el festival musical de invierno Sommets Musicaux de Gstaad.
El Teólogo Wilhelm_Hadorn (1869–1929) fue párroco de la iglesia en sus años de juventud.

## Galería de imágenes

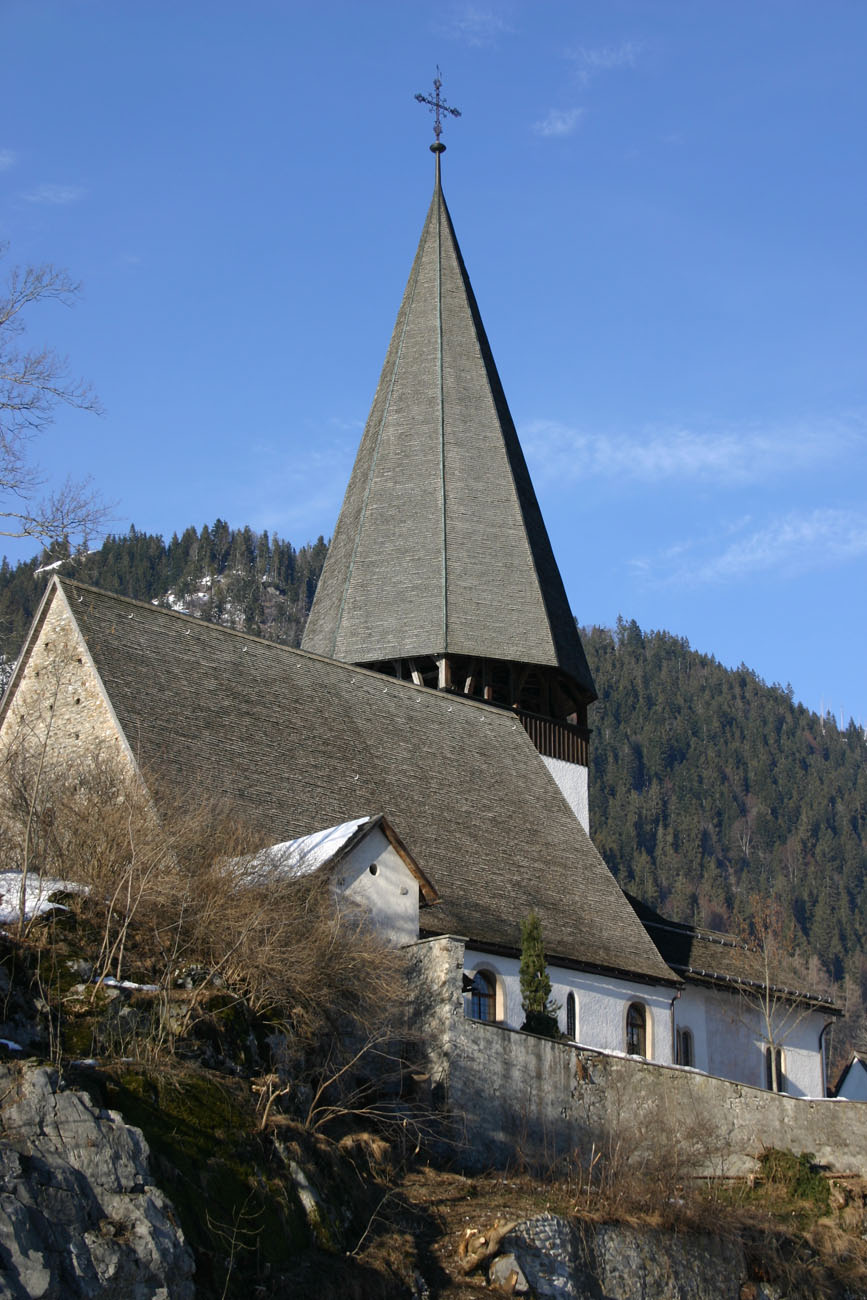
Vista de la iglesia desde el sudoeste
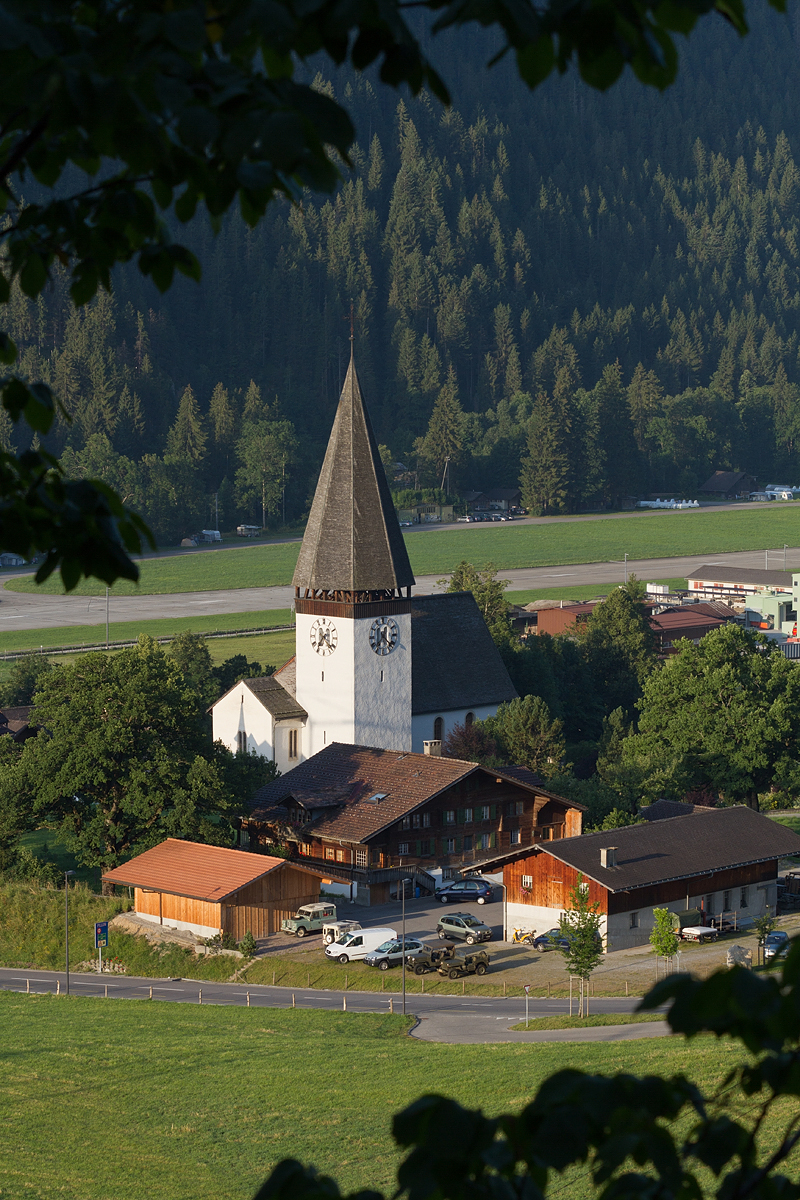
Vista de la iglesia desde el nordeste
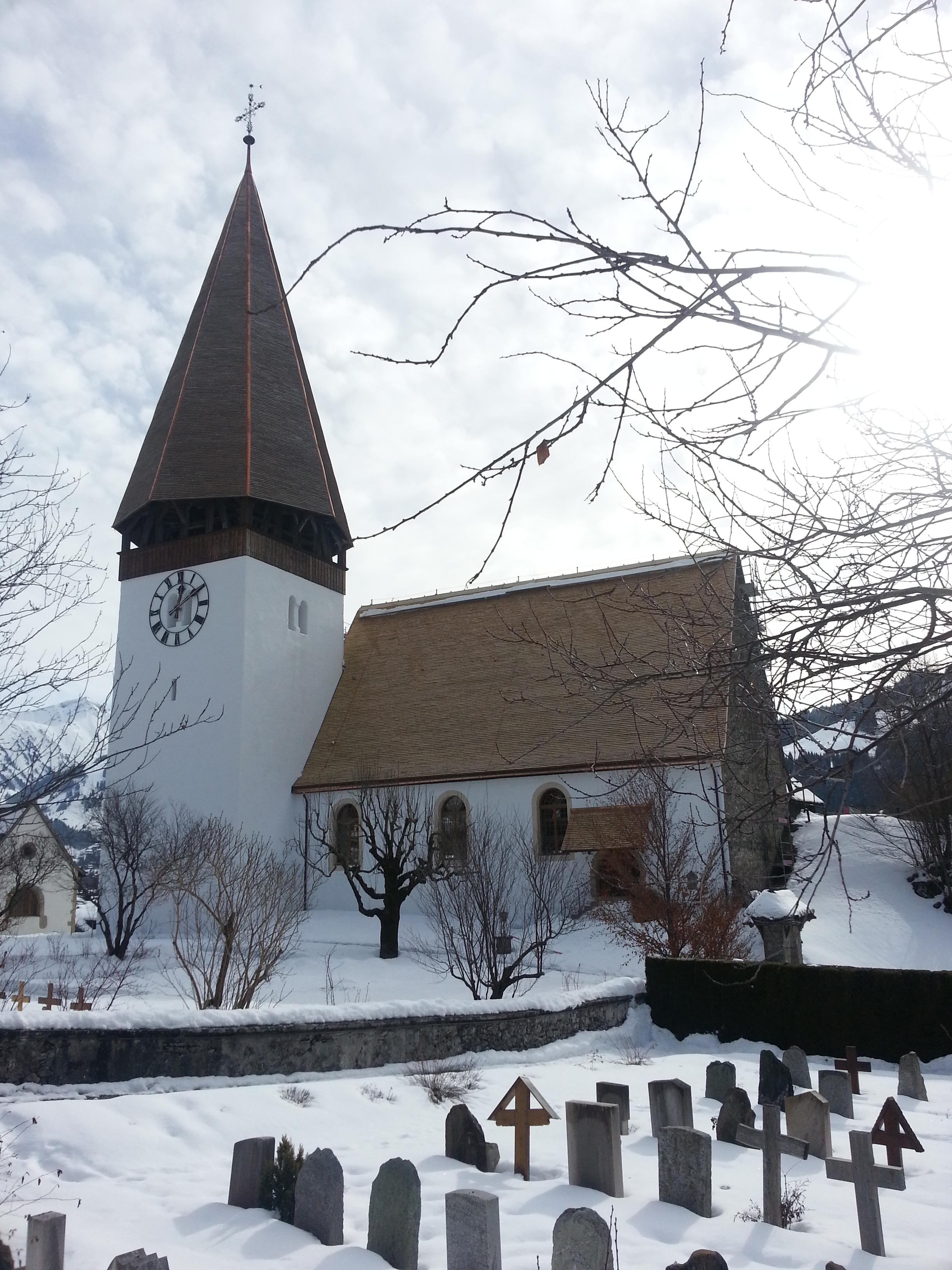
Imagen de la iglesia con nieve
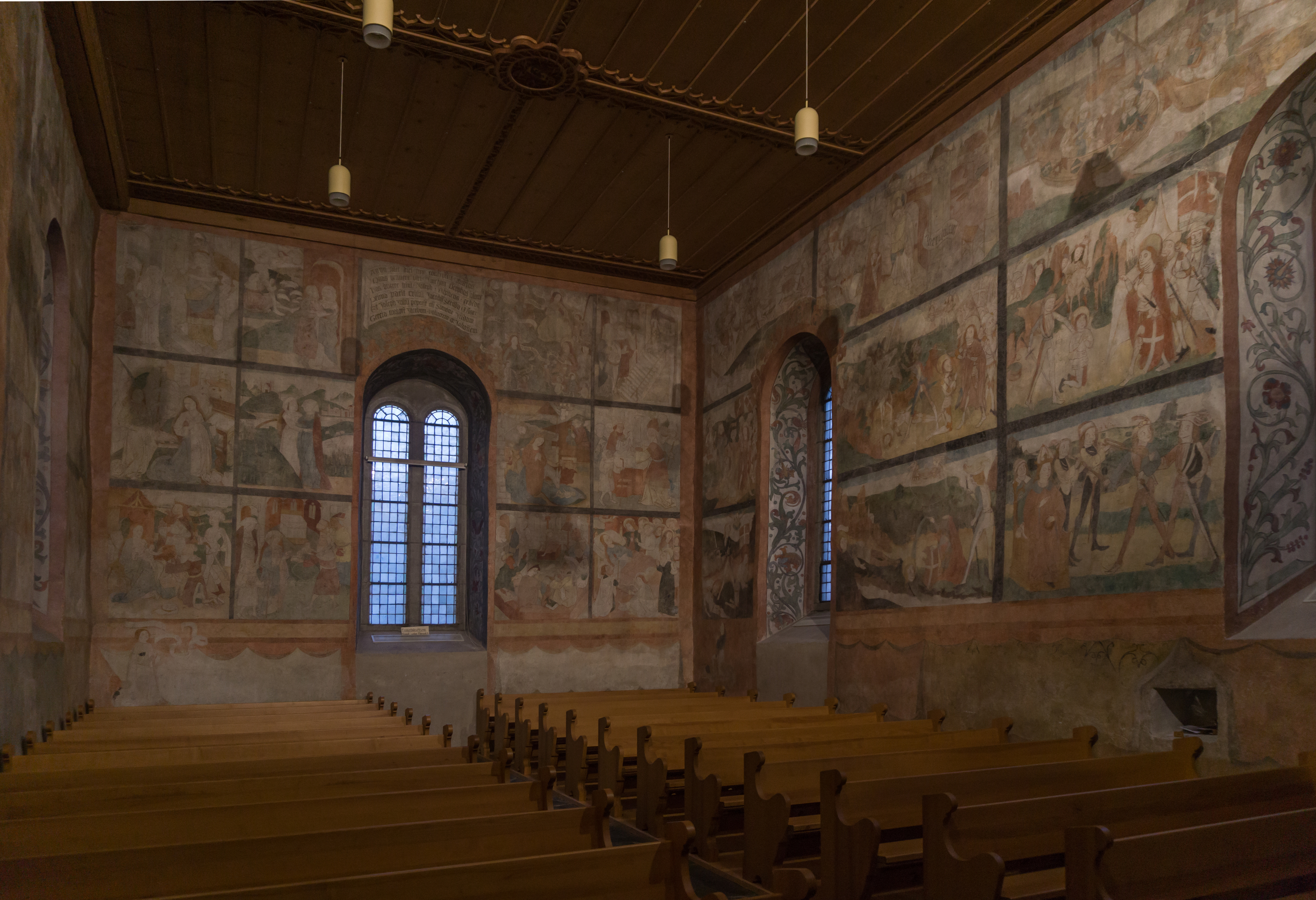
Iglesia fresco